# Pilisvörösvári dolomitvasút
A pilisvörösvári dolomitvasút egy, már megszűnt iparvasúti vasútvonal volt Pest megyében, Pilisvörösvár közigazgatási területén. A vonal Pilisvörösvár, dolomitbánya állomástól (a Zajnát-hegyek és az Őr-hegy lábánál kialakult külszíni dolomitbányától) vezetett Pilisvörösvár vasútállomás rakodójáig.

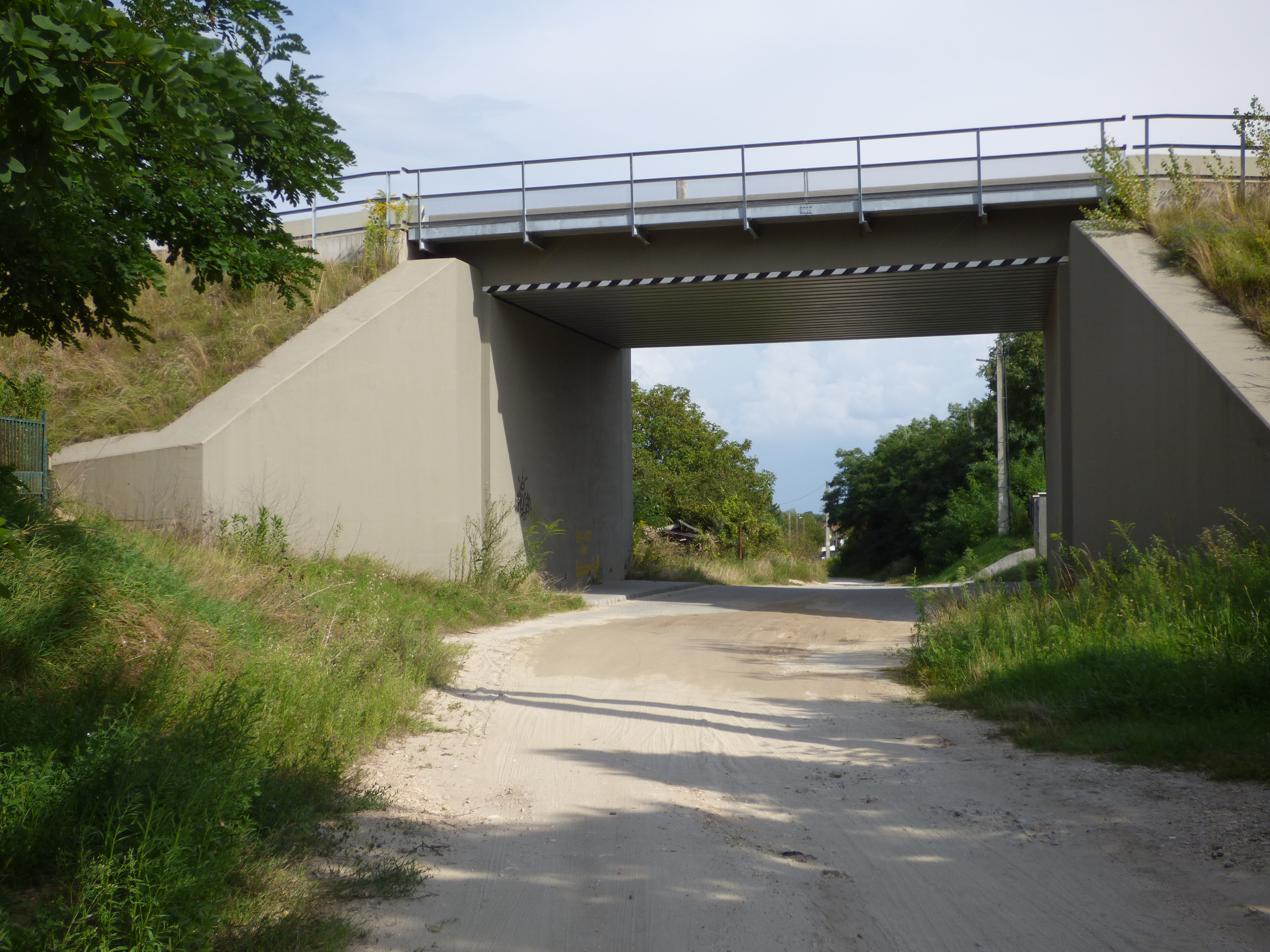
Az esztergomi vasútvonal 2013-ban épült hídja a kisvasút egykori boltozott átjárója helyén

## Története
A Zajnát-hegyek és az Őr-hegy igen tiszta, triász kori porló dolomit alapkőzetét már a 20. század első felében is bányászták, mert igen jó minőségű építőanyagot adott. A bányát a Vegyesásvány-bányászati Vállalat (köznyelvi használatban az Ásványbánya) üzemeltette, melynek keretében 1978-ban vakolatgyártó üzem is létesült, Terranova Nemesvakolatgyártó Vállalat néven, amely az itt kitermelt kőzetekből többféle nemesvakolatot állított elő. A kitermelt nyersanyag, illetve a vállalat által értékesíteni kívánt félkész- és késztermékek szállításához 1,8 kilométer hosszúságú, keskeny (760 milliméteres) nyomtávú vasútvonalat építettek ki, melynek segítségével könnyebben lehetett eljuttatni azokat az esztergomi vasútvonal pilisvörösvári állomásához. A vonalat 1982 körül szüntették meg és számolták fel, miután a tehergépkocsikkal történő szállítás egyre jobban teret nyert.

## Nyomvonala
A vasútvonal az üzem területétől délkelet felé indult el, majd egy kisebb iránytörés után a mai Piliscsabai utca külterületi szakaszának vonalában haladt. Egy boltozott alagúttal keresztezte az esztergomi vasútvonalat, ami után egy darabig tovább haladt a korábbi irányának megfelelően, kelet-délkeleti irányban a Piliscsabai utcán. A nagyvasút keresztezésétől mintegy 150 méterre délnek fordult, elhaladt a mai Tácsik pékség épületének helyén, és attól délre egy alagútszerű műtárggyal áthaladt a 10-es főút pályatestje alatt. Ettől kezdve ismét kelet-délkeleti, majd egyre inkább keleti irányban haladt a 10-es úttal párhuzamosan, a nyomvonala elvezetett a jelenlegi Orlen benzinkút és a Spar áruház helyén, végül ismét kelet-délkeleti irányba fordult és az esztergomi vasútvonal vörösvári vasútállomásának legdélebbi vágányai közelébe simulva, egy külön szintű rakodóállomással ért véget.

## Emlékezete
Az egykori nyomvonal nagy része ma is követhető, bár a vasúti keresztezés egykori boltozott alagútjának helyén a Budapest–Esztergom-vasútvonal kétvágányúsítása során vasúti hidat építettek, illetve azonosítható még a 10-es úti keresztezés műtárgya is, amit nem bontottak el teljes egészében, csak a déli kijáratát tömték el, az északi kijárat felismerhető. Az egykori vágányok helyét mutatja az a széles sáv is, amely a 10-es út ezen szakaszán az úttest és az attól délre elhelyezkedő ingatlanok kerítésvonala között húzódik. Az üzemi területen néhány sín- és váltó még a 2000-es évek elején is felfedezhető volt, illetve az alsó végállomás egyes rakodási műtárgyai is láthatóak voltak még abban az időszakban, a 2012-2015 közötti vasútfelújítás óta azonban már alig emlékeztet valami a vörösvári állomásnál az egykori kisvasútra.